# ۱۶۱۸ سحرگاه
سیارک ۱۶۱۸ (به انگلیسی: 1618 Dawn، نامگذاری:1948NF) هزار و ششصد و هجدهمین سیارک کشف شده‌است که در ۵ ژوئیه ۱۹۴۸ کشف شد.
قدر مطلق سیارک برابر ۱۱٫۵۰ است.